# Санкуру (провинция)
Санкуру (на френски и на суахили: Sankuru) е една от провинциите на Демократична република Конго. Разположена е в централната част на страната, по поречието на река Санкуру. Столицата на провинцията е град Лоджа. Площта на Санкуру е 104 331 км², а населението, според проекция за юли 2015 г., е 2 110 000 души. Най-масово говореният език в провинцията е езикът Чилуба.